# La grande festa (film)
La grande festa (Hollywood Party) è un film in bianco e nero del 1934 con Stan Laurel e Oliver Hardy che, pur non essendo protagonisti, hanno un ruolo rilevante nella pellicola.

## Trama
Un agente convince l'attore Jimmy Durante a procurarsi dei leoni veri per un film ambientato nella giungla. Durante organizza una grande festa a cui partecipano personaggi del cinema e varie personalità, durante la quale spera di chiudere l'acquisto dei leoni da un fantomatico barone e annunciare il suo prossimo lavoro. Un attore rivale lo scopre e corteggia la moglie di un ricco petroliere chiedendole di prendere i leoni per lui, ma Durante e il suo agente sapranno farsi valere. Durante la festa si susseguono sketch, canzoni e balletti di vari attori, tra cui Lupe Velez, Charles Butterworth, Eddie Quillan e June Clyde, i tre marmittoni e la partecipazione straordinaria di Laurel e Hardy. Nel film appare anche Topolino in versione animata e un cortometraggio a colori (The Hot Choc-late Soldiers nella versione originale) realizzato appositamente da Walt Disney.

## Produzione e distribuzione
Per Laurel e Hardy fu il terzo film collettivo, in cui hanno un breve ruolo, dopo "Hollywood che canta" (1929) e "Il canto del bandito - Amor gitano" (1930); ed è il secondo in cui partecipano con uno sketch a una pellicola con le più importanti celebrità di Hollywood. 
Il film non fu accolto positivamente dalla critica, che lo considerò confusionario e non lineare bella trama. 

## Stanlio e Ollio
Nella breve parte del film in cui compaiono (circa 15 minuti), Stanlio e Ollio si presentano alla festa per farsi pagare i leoni che il barone ha comparato da loro pagando con valuta inesistente. All'inizio il maggiordomo non capisce le loro intenzioni e li caccia, ma i due non si arrendono: suonano ripetutamente il campanello, collegato ad enormi canne metalliche una più grande dell'altra che producono varia armonia. Benché minacciati di essere colpiti da una delle canne più grandi se avessero di nuovo suonato il campanello, Ollio ripete incurante l'operazione e riceve una rimbombante botta in testa. Poco dopo giunge un ricco signore che suona il campanello; il maggiordomo, credendo che siano di nuovo i due, afferra la più grossa delle canne e colpisce in testa l'uomo facendolo stramazzare al suolo. Stanlio e Ollio finalmente entrano e, probabilmente senza capire dove si trovano, chiamano a gran voce il barone sotto lo sguardo sconcertato degli ospiti. I due provano a chiedere informazioni al bar e poco dopo giunge la capricciosa attricetta che ha recitato a fianco del padrone di casa nel suo ultimo film. Quando il barista si rifiuta di servirla, la ragazza comincia ad urlare e scalciare furiosamente perdendo una scarpa. Ollio cortesemente gliela restituisce ma quella lo colpisce in testa. Qui prende il via una gag in cui Stanlio e Ollio sporcano i vestiti della ragazza con delle uova e vengono a loro volta ripagati nello stesso modo, se non peggio (questo sketch verrà poi ripreso nel film I Toreador).
Al culmine della sequenza di dispetti, quando la ragazza è ormai passata alle mani, arrivano il maggiordomo e gli altri inservienti che li inseguono fino in giardino. Lì Stanlio e Ollio salgono sopra le gabbie dei leoni e le aprono facendo fuggire terrorizzati tutti quanti e ponendo di fatto fine alla festa.
Il film in Italia fu distribuito col doppiaggio di Carlo Cassola e Paolo Canali (non si sa se il film fu doppiato integralmente o solo la sequenza con Laurel e Hardy). Senza fondamento, si riteneva che nel 1934 Derek Fortrose Allen e uno studente americano sconosciuto avessero doppiato il film, ma la versione era ritenuta irreperibile. Tuttavia nel 2024 è stato ritrovato a Milano il frammento di Laurel e Hardy doppiato in italiano e si e' scoperto che fu doppiato nel 1934 da Carlo Cassola e Paolo Canali, primi doppiatori ufficiali dal 1934 al 1938. Su internet circola il video del frammento col doppiaggio d'epoca ritrovato e salvato dal padre di Lorenzo Bassi.Si riconoscono le voci di Cassola e Canali, pertanto prima di loro nessuno ha doppiato Laurel e Hardy.In quegli anni circolavano diverse leggende metropolitane sui doppiatori di Laurel e Hardy, pertanto Derek Fortrose Allen, numismatico londinese, non doppio' mai Laurel.